# 富岩運河環水公園
富岩運河環水公園（日語：ふがんうんがかんすいこうえん）是位於日本富山縣富山市湊入船町的富山縣立的都市公園。富岩運河環水公園原本是富岩運河在牛島町的碼頭，1998年開始施工為公園，1997年開園，面積9.7ha，別名運河公園。公園被選為日本歷史公園100選之一。

## 外部連結
- 富山県富岩運河環水公園 | オフィシャルホームページ （页面存档备份，存于）